# Companhia Automobilística Ucraniana
A Companhia Automobilística Ucraniana ou UkrAVTO (em ucraniano:  Українська Автомобільна Корпорація, УкрАВТО; Ukrayinska Avtomobilna Korporatsiya) é uma empresa ucraniana de fabricação de automóveis e prestadora de serviços, bem como a maior distribuidora de automóveis da Ucrânia. Foi fundada em 1969 como Departamento de Manutenção de Veículos da Ucrânia. Foi reestruturada após a independência da Ucrânia, então corporalizada e privatizada em 1995. Em 2002, assumiu a maior fabricante de automóveis ucraniana, a ZAZ/AvtoZAZ, após a falência da Daewoo. A divisão ZAZ é a maior subsidiaria da UkrAVTO. Em 2005, assumiu a subsidiária polonêsa da Daewoo, a FSO.
A UkrAVTO possui a maior rede de fabricação e montagem de instalações, estações de serviço e concessionárias de carros da Ucrânia. Atualmente, fabrica carros para a General Motors e monta carros para a Dacia. A empresa também monta carros em seu nome, particularmente os modelos Slavuta e Travia Nova, herdados da era da União Soviética.
Também atua como distribuidor ucraniano e rede de assistência autorizada para uma série de carros importados, partes automotivas e acessórios, das marcas DaimlerChrysler, General Motors, Toyota, Nissan, Dacia, Dongfeng Motors e Tata Motors.
Desde 1983, a UkrAVTO foi presidida por Tariel Shakrovych Vasadze.  Agora ele também é acionista controlador da companhia, bem como oligarca de negócios do "Grupo UkrAVTO".